# Ciento diecinueve
El ciento diecinueve (119) es el número natural que sigue al 118 y precede al 120.

## En matemáticas
- El 119 es un número compuesto, que tiene los siguientes factores propios: 1, 7 y 17. Como la suma de sus factores es 25 < 119, se trata de un número defectivo.

- 119 es un número de Perrin, precedido en la secuencia por 51, 68, 90 (es la suma de los dos primeros mencionados).[1]

- 119 es la suma de cinco primos consecutivos (17 + 19 + 23 + 29 + 31).
- 119 es el orden de los subgrupos cíclicos más grandes del grupo monstruo.[2]
- 119 es un biprimo, el tercero en la familia del 7.

## En ciencia
- El 119 es el número atómico del ununennio.

## En otros campos
El 119 es:
- El número de emergencia en Afganistán que pertenece a la policía y al ministerio del interior.
- El número de llamada de emergencia de Corea del Sur.
- El número de llamada de emergencia contra incendios en China.